# Ousseynou Cissé
Ousseynou Cissé (ur. 7 kwietnia 1991 w Suresnes) – malijski piłkarz występujący na pozycji pomocnika w Milton Keynes Dons.